# Grantia
Grantia är ett släkte av svampdjur. Grantia ingår i familjen Grantiidae.

## Bildgalleri

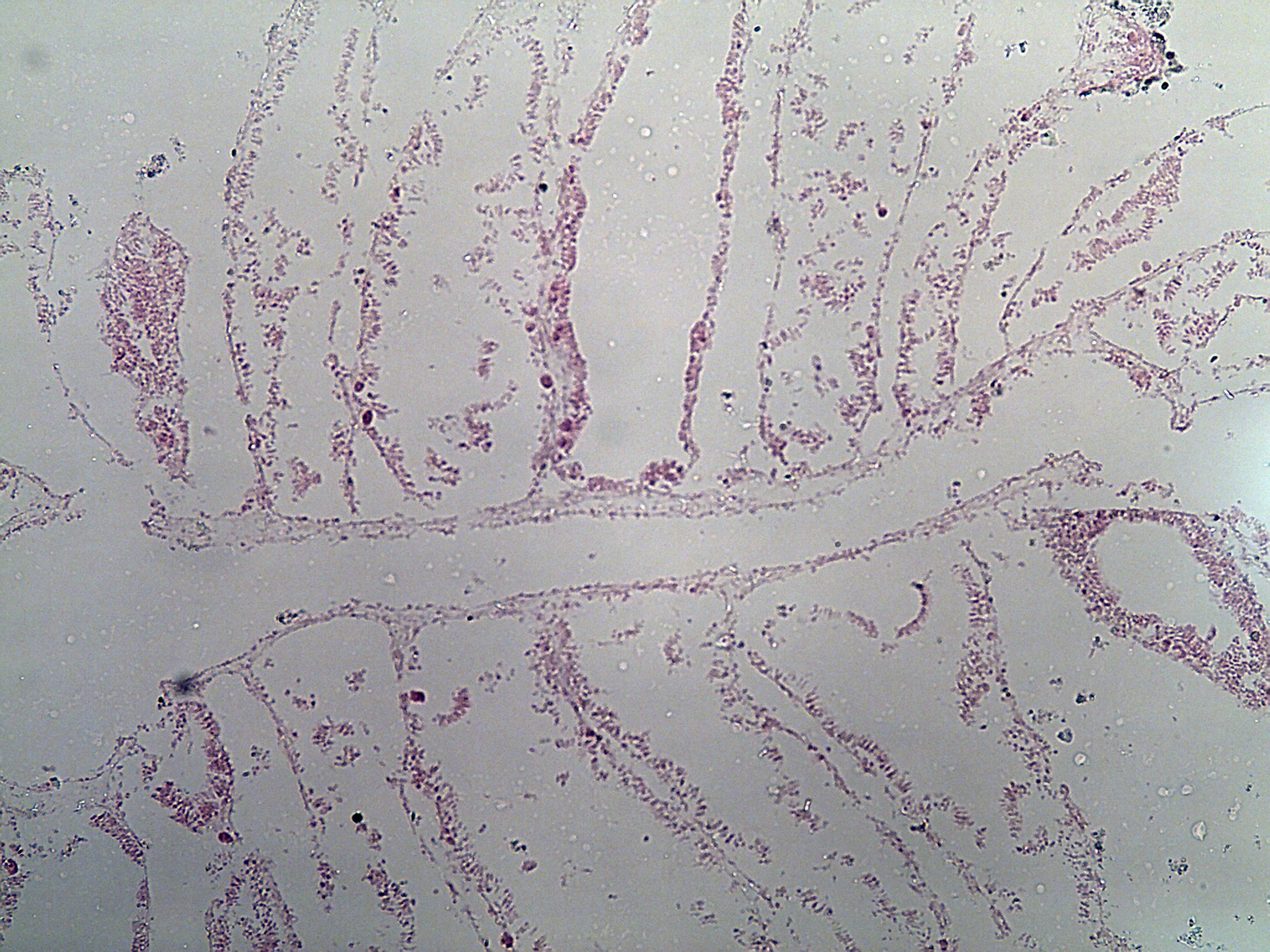
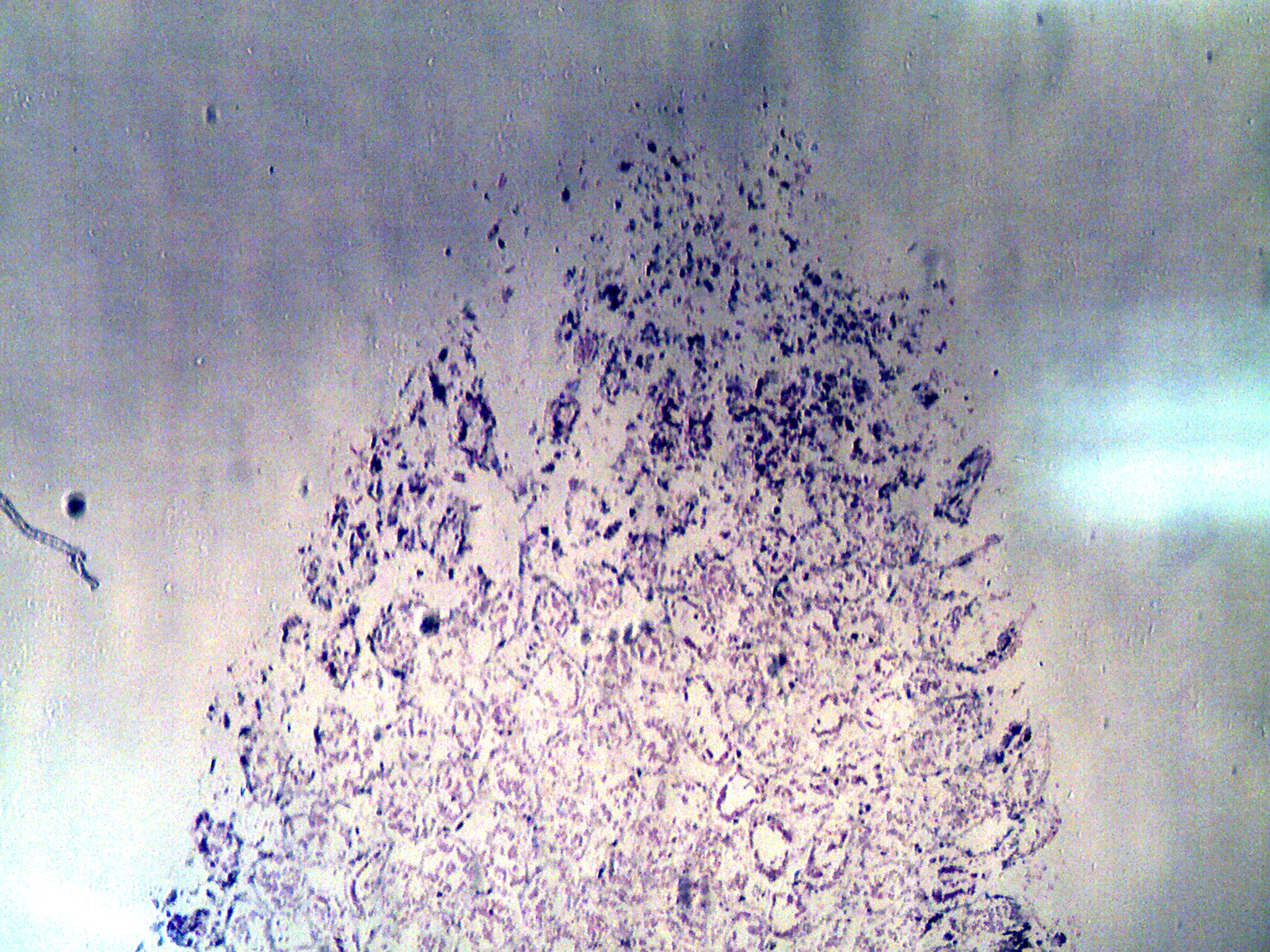
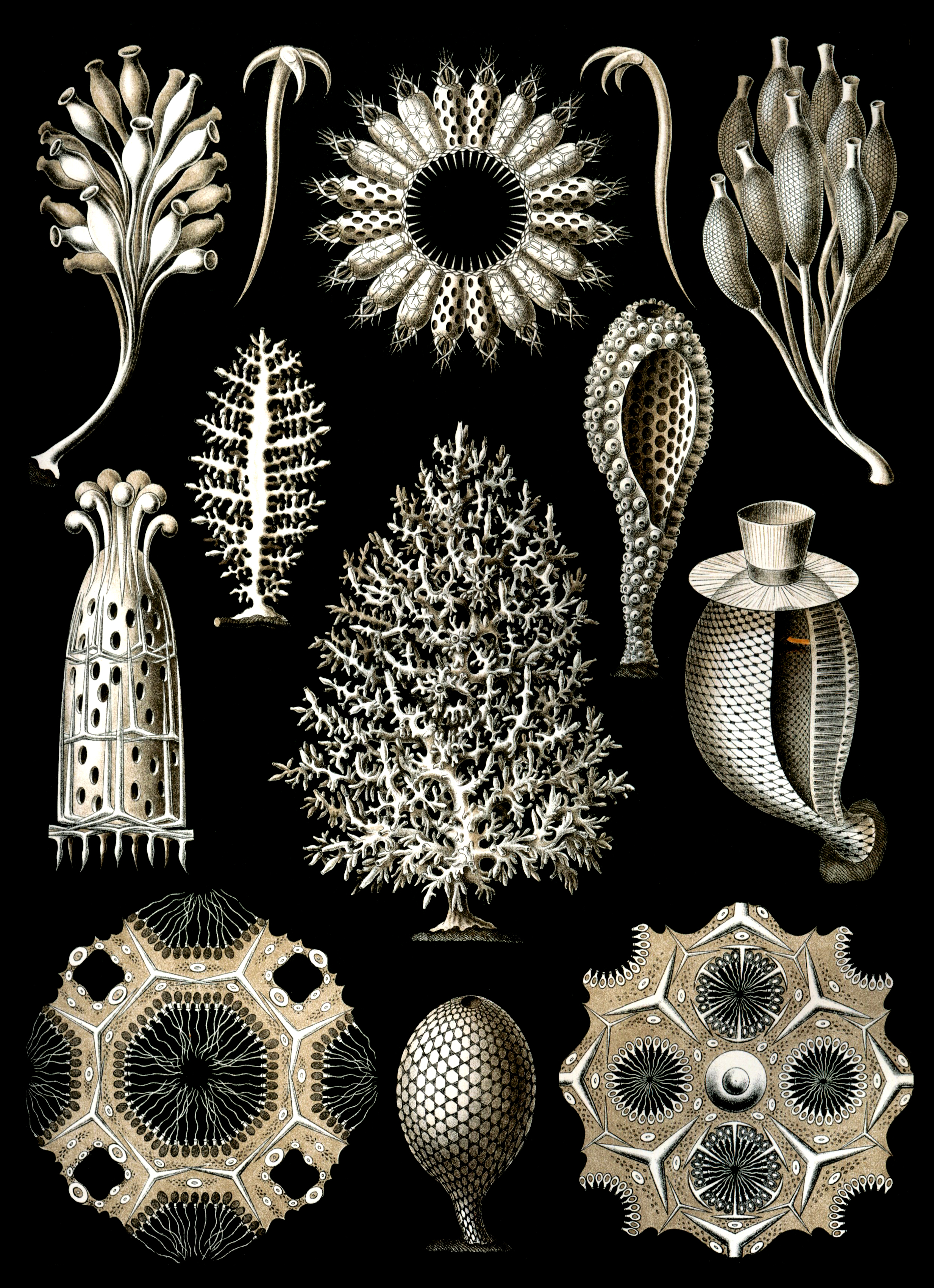

## Dottertaxa tillGrantia, i alfabetisk ordning[1][2]
- Grantia aculeata
- Grantia arctica
- Grantia atlantica
- Grantia beringiana
- Grantia canadensis
- Grantia capillosa
- Grantia cirrata
- Grantia comoxensis
- Grantia compressa
- Grantia cupula
- Grantia extusarticulata
- Grantia fistulata
- Grantia foliacea
- Grantia genuina
- Grantia glabra
- Grantia gracilis
- Grantia harai
- Grantia hirsuta
- Grantia indica
- Grantia infrequens
- Grantia intermedia
- Grantia invenusta
- Grantia kempfi
- Grantia kujiensis
- Grantia laevigata
- Grantia mexico
- Grantia mirabilis
- Grantia monstruosa
- Grantia nipponica
- Grantia phillipsii
- Grantia polymorpha
- Grantia primitiva
- Grantia singularis
- Grantia socialis
- Grantia strobilus
- Grantia stylata
- Grantia tenuis
- Grantia transgrediens
- Grantia tuberosa
- Grantia uchidai
- Grantia waguensis